# 6B45 防弾ベスト
6B45 防弾ベスト（6B45 ぼうだんベスト、ロシア語: 6Б45）は、ロシア連邦軍の防弾チョッキ（ボディアーマー）。ラトニク装備の一環として採用された。 2014年に6B23の代替として採用され、開発はテヒンコム社が担当した。

## 概要
2009年頃にテヒンコム社は6B43アーマーを開発し、ロシア軍に採用された。同時期の2012年に同社はラトニク計画の採用テストに6B43の改良型を提出。この改良型は最終的に6B45としてラトニクでの採用がされた。

## 性能

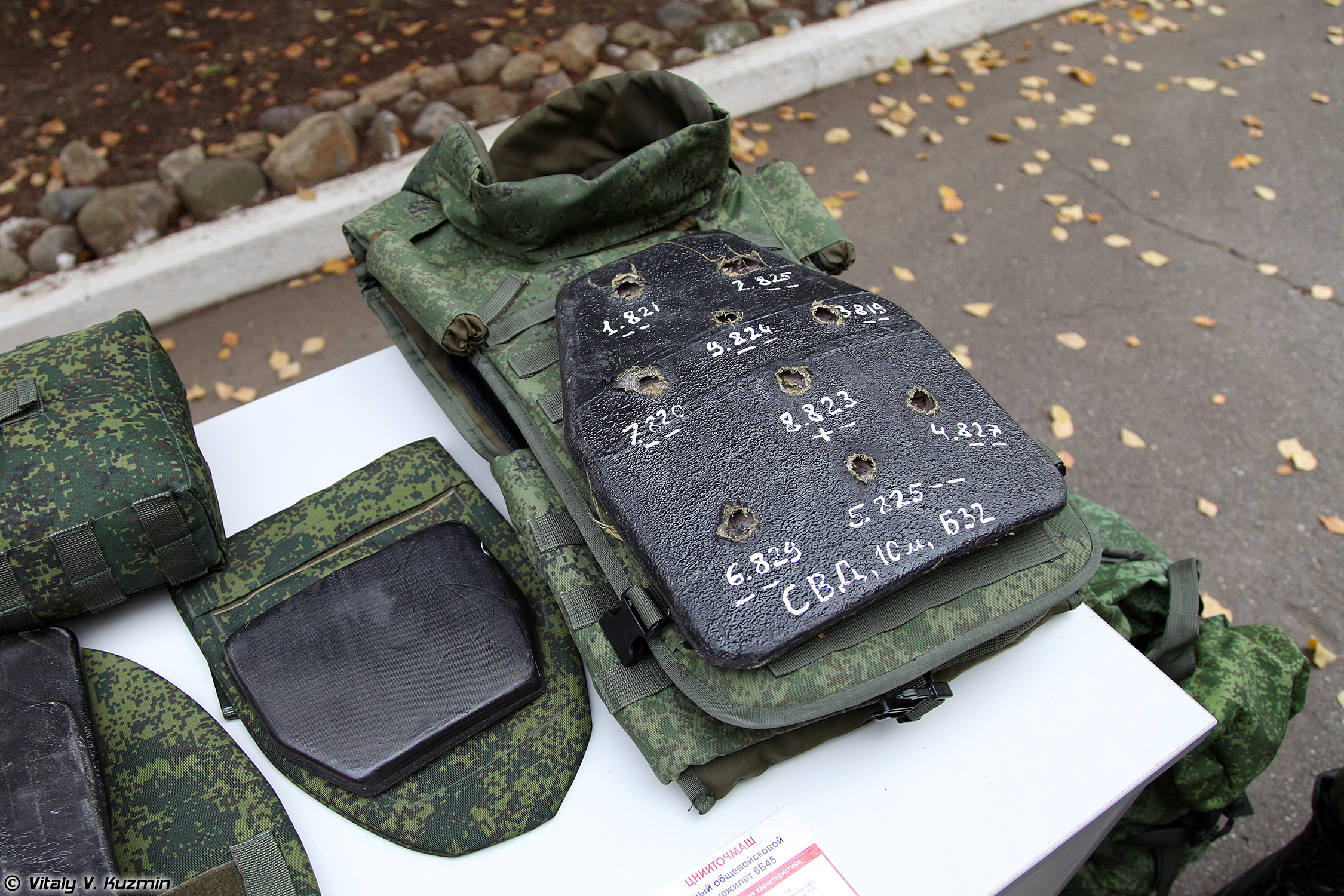
射撃試験後のグラニット

6B45には前面、背面、側面にポケットが付いており防弾プレートの装着が可能。それぞれ同等の防御力を有しているといわれている。また、MOLLEシステムによりマガジンポーチなどのポーチ類を取り付けることができる。それまでMOLLEがついているボディーアーマーはロシアには少なく（一部だが6B23や6B13にMOLLEをつけた物はある）それまではアーマーの上からチェストリグなどを着用していたため、かさばって動きづらかったが6B45や6B43の採用によってアーマーに直接マガジンポーチをつけることができるようになり、使い勝手の向上につながった。
6B45において使用されるグラニットプレートはGOST規格で5Aの防御力を有していて、これはゼロ距離から7.62x54mmR弾の貫通を防げる程度とされている。また、AKMなどが使用する7.62x39mm弾の57-BZ-231 (BZ API)に対しても防御力があり、こちらもゼロ距離からの複数の射撃でも貫通することはない。グラニットプレートと背面のクッション諸々を合わせた防御力はGOST規格で6Aの防御力を発揮する。6B45は主に陸軍での運用が見られているが6B46の供給が曖昧な空挺軍、海軍歩兵でも6B43と共に使用がされている。

## 運用

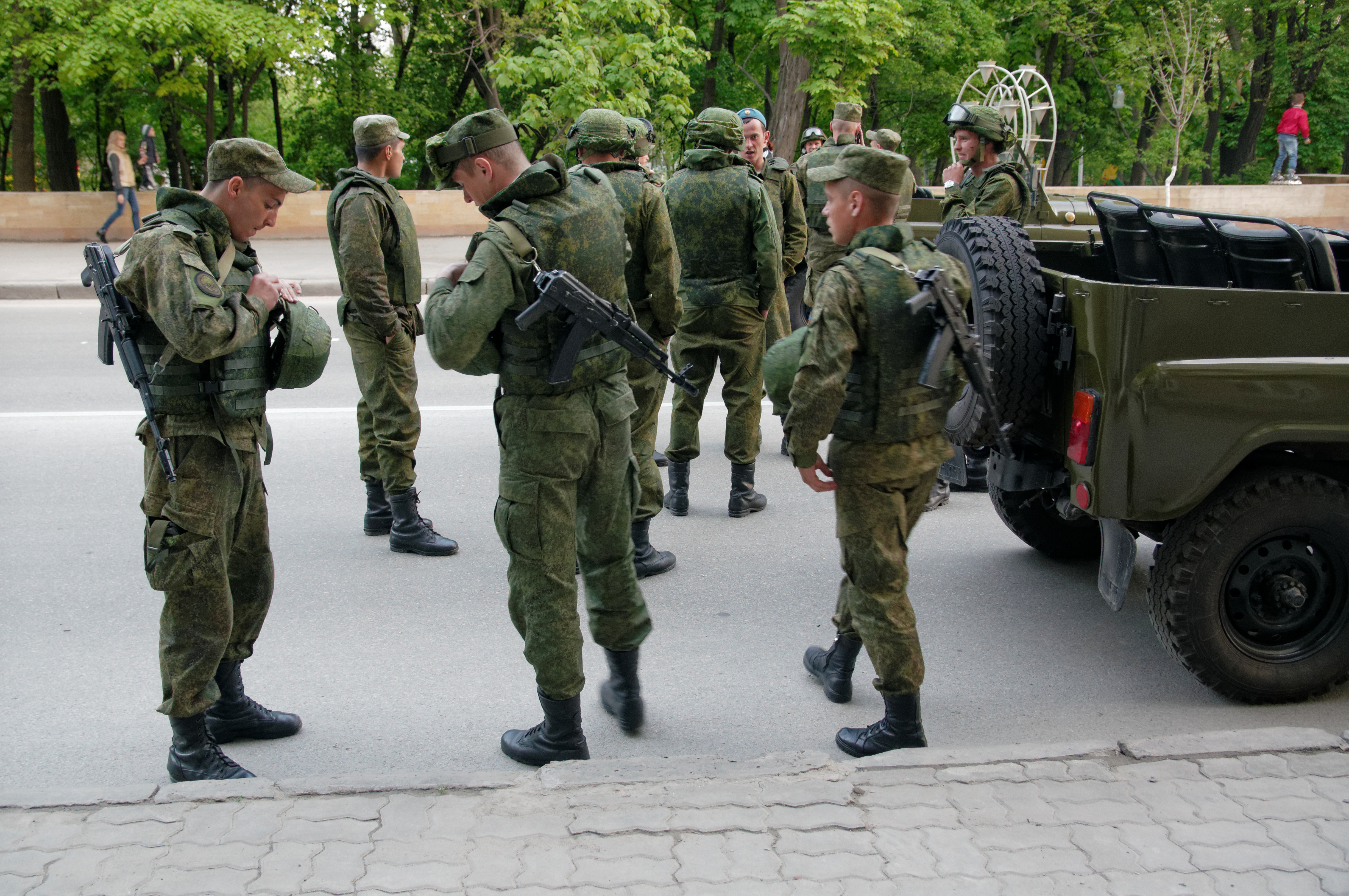
2014年の戦勝パレード準備中のロシア兵。

2014年頃から使用がロシア連邦陸軍で確認され始め、年内にVDVでの使用も確認された。
2016年のロシアの人道支援活動では砂漠迷彩仕様の6B45が使用が確認された。
2020年のナゴルノ・カラバフのロシア平和維持部隊でも他のラトニク装備同様に着用が確認されている。
2022年からの2022年ロシアのウクライナ侵攻でも複数の部隊で使用が確認されていて、多数がウクライナによって鹵獲されている。侵攻初日のアントノフ国際空港の戦いでは6B43と共に使用された。それ以降のロシア軍でも多数の使用が確認されている。